# Jean Foy-Vaillant
Jean Foy-Vaillant, född den 23 mars 1632 i Beauvais, död den 23 oktober 1706 i Paris, var en fransk numismatiker.
Foy-Vaillant övergav läkarbanan för att ägna sig åt medaljkunskapen. Han företog på uppdrag av Colbert vidsträckta resor för att med samlingar rikta det kungliga myntkabinettet och invaldes 1701 i Académie des inscriptions. Foy-Vaillant bidrog starkt till kunskapen om antikens mynt. Till hans främsta arbeten räknas Numismata imperatorum romanorum prostantiora (1674; ny upplaga 1743), Numismata orea imperatorum (1688-97) och Historia Ptolemæorum Ægypti regum (1701).

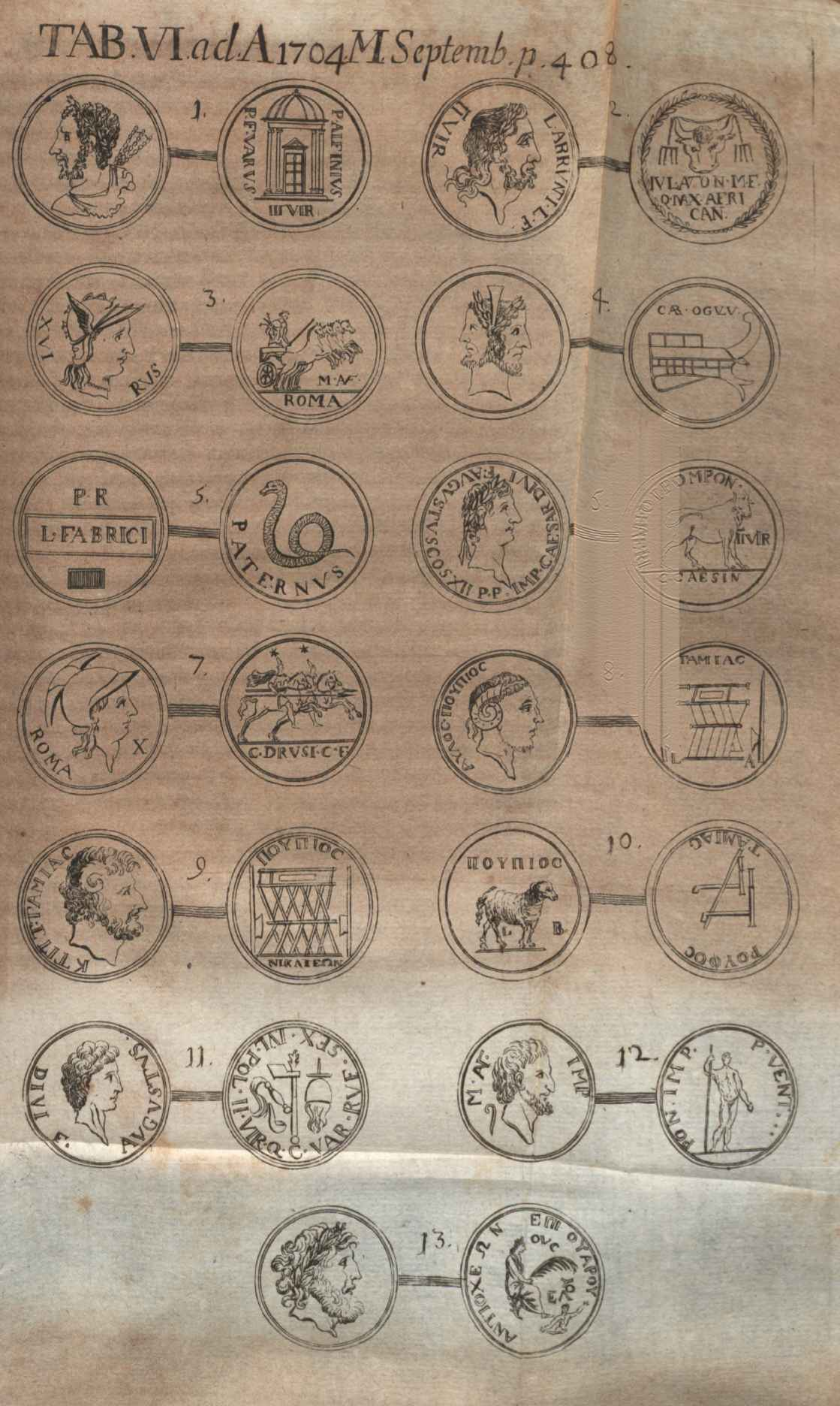
Acta Eruditorum 1704